# Попович, Душан (шахматист)
Душан Попович (серб. Душан Поповић; род. 28 февраля 1983) — сербский шахматист, гроссмейстер (2007), тренер ФИДЕ (2015).

## Карьера
В 2008 году выиграл международный турнир в Бизоваце, Хорватия.
Попович представал Югославию на шахматной олимпиаде 2006 года. Представляет Сербию с 2012 года. Его лучший результат был на олимпиаде 2006 года, когда он набрал 9,5 очков из 13 (+6-0=7) при перфомансе 2595.

## Личная жизнь
В 2008 году Поповичу пересадили обе почки, когда он собрал необходимые средства для операции.

## Изменения рейтинга
| Графики недоступны из-за технических проблем. См. информацию на Фабрикаторе и на mediawiki.org. |